# Nikolaus Herman
Nikolaus Herman est un poète allemand, compositeur et auteur de cantiques luthériens né entre 1480 et 1500 à Altdorf bei Nürnberg, et décédé le 3 mai 1561 à Jáchymov.

## Biographie
On sait peu de choses sur sa la vie de Nikolaus Herman qui vit presque entièrement à Jáchymov (Sankt Joachimsthal à l'époque "la vallée de Saint-Joachim"), de 1518 à sa mort. Il y est maître d'école, organiste et cantor ; mais surtout un ardent partisan de la réforme luthérienne. Il côtoie Johannes Mathesius, le premier biographe de Luther, qui arrive en 1532 comme recteur d'école puis pasteur en 1540. Perclus de goutte, il démissionne le 24 juin 1557.
Johann Sebastian Bach reprend ses textes, et parfois la mélodie, dans les cantates BWV 31, 67, 95 et 151 ainsi que dans les chorals BWV 266, 375 et 376.

## Œuvre
L'importance de Nikolaus Herman réside dans ses hymnes, qui sont publiés en plusieurs volumes. Il écrit le texte et la musique. Ses poèmes sont rimés et les textes sont proches de ceux de Luther.
- Ein christlich Abentreien vom Leben und Ampt Johannes des Täuffers (Leipzig, 1554)
- Die Sonntags Evangelia uber das gantze Jahr in Gesänge verfasset (Wittenberg, 1560)
- Die Historien von der Sinfludt, Joseph, Mose, Helia, Elisa und der Susanna samt etlich Historien aus den Evangelisten, auch etliche Psalmen und geistliche Lieder (Wittenberg, 1562)
- 4 songs in J. Matthesius: Vom Ehestandt und Hausswesen (Nuremberg, 1564)
- Cantica sacra Evangelia Dominicalia, MS, Joachimsthal, 1558
- Zween neue Bergkreyen, 2vv, 1564, ed. in Fornaçon (1961)

## Sources
- (en) Biographie sur Bach-cantatas.com